# 池田修
池田 修（いけだ おさむ、1948年1月5日 - ）は、日本の元裁判官。国家公務員倫理審査会会長。兵庫県出身。

## 人物
小泉内閣の下で司法制度改革推進本部裁判員制度・刑事検討会委員として2009年から実施予定の裁判員制度成立に尽力した。
違法な捜査の有無を巡る係争では、被告側と検察側の主張が対立し、法廷での応答だけでは判断が難しいので、裁判員にも判断しやすい取り調べ状況を客観的に判断できる方策を導入するよう提言している。

## 経歴
- 1966年 - 東京都立新宿高等学校卒業
- 1970年 - 東京大学法学部卒業
- 1972年 - 東京地方裁判所判事補
- 1977年 - 秋田地方裁判所・家庭裁判所大館支部判事補
- 1980年 - 東京地方検察庁検事
- 1983年 - 東京地方裁判所判事
- 1985年 - 最高裁判所調査官
- 1990年 - 東京地方裁判所判事
- 1993年 - 東京地方裁判所判事（部総括）
- 1997年 - 最高裁判所上席調査官
- 1999年 - 首相官邸司法制度改革推進本部裁判員制度・刑事検討会、公的弁護制度検討会委員
- 2001年 - 東京地方裁判所判事（部総括）
- 2003年 - 東京地方検察庁検事
- 2004年 - 東京地方裁判所判事（部総括）
- 2005年 - 前橋地方裁判所判事（所長）
- 2006年 - 東京高等裁判所第6刑事部判事（部総括）
- 2007年12月 - 東京地方裁判所長
- 2010年6月 - 福岡高等裁判所長官
- 2012年4月 ‐ 国家公務員倫理審査会会長
- 2021年4月 - 瑞宝重光章受章[2]

## 主な担当事件
- 有印私文書偽造・詐欺事件[3]

刑事訴訟法321条3項、4項の証拠とすることができる書面について、真正に作成したと立証されたものと扱える場合を示した。
- 熊谷養鶏場宿舎放火殺人事件の裁判の第1審で死刑判決を言い渡された実行犯の控訴審で、本事件の首謀者の無期懲役が確定したことにより刑の均衡を失うので、2006年（平成18年）9月26日、1審の死刑判決を破棄自判し、無期懲役を言い渡した。
- 長野県松本市で起きた殺害された男性の長男と孫が電子掲示板で父親殺害を依頼した殺人事件の控訴審

2006年11月16日に1審判決を軽すぎると棄却し、長男に無期懲役を言い渡した。
- オウム真理教事件遠藤誠一の控訴審

2007年5月31日に被告の控訴を棄却し、死刑判決。
- 葛飾政党ビラ配布事件の控訴審

1審の無罪判決を破棄し有罪判決。2009年に最高裁で確定。
- 安田好弘の控訴審（転補につき途中で交代）

## 著作
- 『条解刑法（第3版）』（弘文堂、2013年）…編集代表前田雅英、松本時夫、渡邉一弘、大谷直人・河村博との共編
- 『解説裁判員法 立法の経緯と課題』（弘文堂、2005年）
- 『刑事訴訟法講義（第7版）』（東京大学出版会、2022年）…前田雅英と共著